# R&R
R&R (The „New“ Radio & Records) war eine wöchentlich erscheinende Zeitschrift der Musikwirtschaft in den Vereinigten Staaten.
Die Zeitschrift war das Ergebnis der Fusion von Radio & Records (dessen Name ergänzt um „new“ übernommen wurde) und Billboard Radio Monitor nach der Übernahme durch die VNU-Gruppe im Jahr 2006. R&R erschien seit dem 11. August 2006 damit als Nachfolger zweier unterschiedlicher Publikationen:
- „Billboard Radio Monitor“ (gegründet 1993 als „Airplay Monitor“)
- „Radio & Records“ (gegründet 1973)

Die Zeitschrift wurde im Juni 2009 eingestellt.